# Søllinge Sogn
Søllinge Sogn er et sogn i Midtfyn Provsti (Fyens Stift).
I 1800-tallet var Hellerup Sogn anneks til Søllinge Sogn. Begge sogne hørte til Vindinge Herred i Svendborg Amt. Søllinge-Hellerup sognekommune blev ved kommunalreformen i 1970 indlemmet i Ringe Kommune, der ved strukturreformen i 2007 indgik i Faaborg-Midtfyn Kommune.
I Søllinge Sogn ligger Søllinge Kirke.
I sognet findes følgende autoriserede stednavne:
- Eskildstrup (bebyggelse, ejerlav)
- Holmen (bebyggelse)
- Langeskov (bebyggelse)
- Ore Grave (bebyggelse)
- Rueled (bebyggelse)
- Skovhave (bebyggelse)
- Søllinge (bebyggelse, ejerlav)
- Tolshave (bebyggelse)
- Vesterskov (bebyggelse)
- Vådager (bebyggelse)